# António Zambujo
António José Rodeia Zambujo, né le 19 septembre 1975 à Beja, est un chanteur de fado portugais.
Son premier album distribué en France, Outro sentido (distribué par Harmonia Mundi), a obtenu les 4 forte  de Télérama.

## Parcours
António Zambujo a grandi à Beja dans l’Alentejo. À l'âge de huit ans, il entreprend l’étude de la clarinette au conservatoire régional du Baixo-Alentejo. Marqué par le cante alentejano, le chant polyphonique traditionnel de sa région natale, il manifeste cependant très tôt un goût pour le fado, chantant en famille et devant des amis, ses modèles étant Amália Rodrigues, Alfredo Marceneiro, Maria Teresa de Noronha et João Ferreira Rosa, entre autres. Il n’a que 16 ans lorsqu’il remporte un concours de fado chez lui à Beja.
Après ses études de clarinette, il part s’installer à Lisbonne, où il devient immédiatement l’un des artistes attitrés du Clube de fado, l’une des grandes maisons de fado de la capitale située dans le quartier d'Alfama, dirigée par le guitariste et compositeur Mário Pacheco.
Peu après, Filipe La Féria le retient pour le rôle de Francisco Cruz, premier mari d’Amália Rodrigues, dans le spectacle musical Amália, qui est resté à l’affiche pendant quatre ans à Lisbonne. Sa carrière prend un nouveau départ, en 2007, avec la publication de l'album Outro sentido chez Harmonia Mundi et sa diffusion internationale.
Depuis 2008, il chante au Senhor Vinho, la maison de fado de la fadiste Maria da Fé, lorsqu'il ne se produit pas sur les scènes portugaises et étrangères. En 2009, il a tourné dans plusieurs pays européens (dont la France) et au Brésil. Les éloges intarissables de Caetano Veloso, qui le compare à João Gilberto, l'ont propulsé là-bas et sa carrière y est couronnée d'un grand succès.

## Discographie
- Até Pensei que Fosse Minha (2016), avec chansons de Chico Buarque[2]
- Rua da emenda, 2014
- Lisboa 22:38 - Ao vivo no Coliseu, 2013
- Quinto, 2012
- Guia, 2010
- Outro sentido, 2007
- Por meu cante, 2004
- O mesmo fado, 2002